# La cara de la Luna

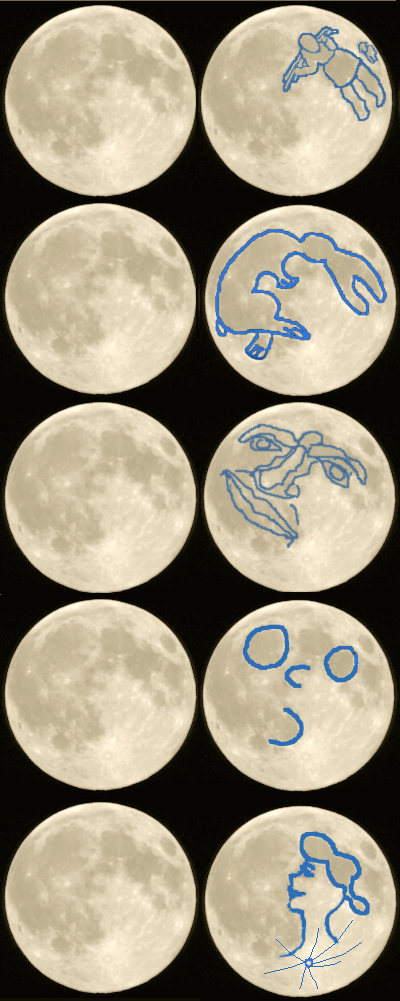
Posibles interpretaciones de la cara de la luna, todas del Hemisferio Norte, puesto que en el Hemisferio Sur se ve al revés.

La cara de la Luna (también conocida en otras culturas como "el hombre de la Luna" o "el conejo de la Luna"), es la figura aparente que dibujan los cráteres de la Luna cuando está llena o completa. Según las diferentes culturas que refieren este fenómeno pueden verse también otras figuras.

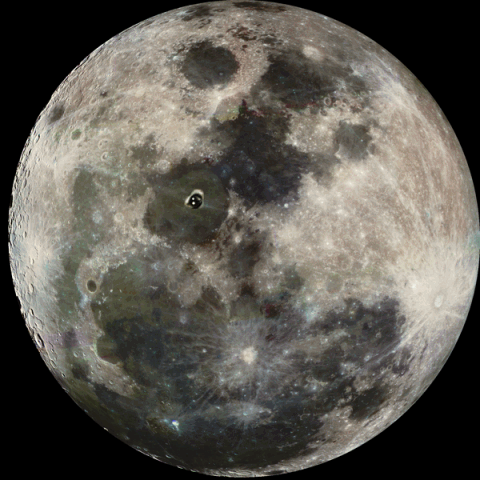
Muchas mitologías relacionan el conejo con la luna, por una ilusión óptica de su cara visible. Aquí la imagen de la luna únicamente ha sido girada y se le ha añadido un ojo.

En una de las más comunes percepciones occidentales de una cara, los ojos de la figura son el Mare Imbrium y el Mare Serenitatis, su nariz es Sinus Aestuum y su boca abierta la forman el Mare Nubium y el Mare Cognitum. Según una vieja tradición europea, también puede verse la figura de un hombre llevando una ancha carga sobre sus espaldas. A veces se le ve acompañado por un perrito.
Numerosos dibujos en la tradición occidental muestran una cara en la luna llena o un perfil en la creciente que no se corresponden con marcas reales.

## Historias tradicionales sobre sus orígenes
Hay varias explicaciones sobre cómo llegó ese hombre o esa cara a la Luna.
Una antigua tradición europea sostiene que ese hombre fue confinado a la Luna por cometer un crimen. La tradición cristiana dice que el hombre fue atrapado mientras acarreaba leña en sábado y castigado por Dios a la muerte por lapidación (Números, XV, 32-36).
En la novela El hombre en la Luna de Francis Godwin es Domingo González; aventurero español, el hombre en la luna.